# Ван Ай
Ван Ай (кит. трад. 王靄, упр. 王霭, пиньинь Wáng Ǎi; конец X в.) — китайский художник периода Сун, работавший в религиозном жанре, жанре бытовой живописи и портрета. Родился в Кайфэне. При объединении Китая был взят в плен, но сразу освобожден по указанию императора Чжао Куанъиня. Получил чин чжихоу, но за выполнение серии портретов чиновников в Цзиниани, а также за портрет Лян-Цзу, наследника престола, повышен до дайчжао. В 961—975 гг. состоял в чине дайчжао в департаменте живописи Южной Тан, причем был одним из первых художников, получивших этот чин. Лю Даочунь критик и историк искусства, утверждал, что он мог «вдохнуть душу» в портрет. В живописной технике он следовал принципам копировать старых матеров, учиться у них. В религиозной буддистской живописи он следовал стилю У Даоцзы. Сохранились описания росписи на западной стене храма Диньлихоань, западной стены храма Цзиньдэ и западной стены храма Кайбао, на которых было с большим мастерством в духе У Даоцзы было выполнено изображение бодхисаттвы Гуаньинь. Однако критики отмечали, что по силе эмоциональной выразительности он отставал от других художников.